# 4. kongres Občanské demokratické strany
4. kongres ODS se konal 27. - 28. listopadu 1993 v Kopřivnici.

## Dobové souvislosti a témata kongresu
Kongres se konal po téměř roce a půl existence vlády Václava Klause a tedy vládní zodpovědnosti ODS. Zároveň šlo o první kongres občanských demokratů po vzniku samostatné České republiky. ODS jako hlavní koaliční politická síla čelila některým aférám i vnitřnímu pnutí. 1. července 1993 doporučila Výkonná rada ODS odvolat z postu vedoucího Úřadu vlády České republiky Jiřího Kováře, jenž byl přitom bývalým místopředsedou strany. ODS rovněž intenzivně řešila otázku budoucího územněsprávního uspořádání republiky, přičemž krátce před kongresem počátkem listopadu 1993 výkonná rada konstatovala, že územněsprávní dělení státu má být provedeno až koncem roku 1996. Ve straně panovala jistá nespokojenost s prací výkonného místopředsedy Petra Čermáka. Kongres ale nakonec nepřinesl zásadní personální obměnu. Václav Klaus opětovně obhájil post předsedy strany poměrem hlasů 220 : 48, na svém postu zůstal i Čermák (byť zvolení se dočkal až ve 2. kole). Do vedení ODS se po roční přestávce vrátil Miroslav Macek (coby člen Výkonné rady za Severomoravský kraj). Výraznější proměna nastala ve složení Výkonné rady ODS. Jedním ze závěrů kongresu také bylo oficiální konstatování, že sdružení Mladí konzervativci spolupracuje s ODS. Kongres pověřil Výkonnou radu, aby ihned iniciovala vznik volebního štábu ke komunálním volbám roku 1994.

## Personální složení vedení ODS po kongresu
- Předseda - Václav Klaus
- Výkonný místopředseda - Petr Čermák
- Místopředsedové - Jan Stráský, Jiří Vlach, Josef Zieleniec
- Výkonná rada ODS - Miroslav Beneš, Josef Cibulka, Bohdan Dvořák, Petr Hapala, Ondřej Huml, Marie Kautská, Robert Kolář, Josef Kosík, Zdeněk Kubr, Miroslav Macek, Lukáš Mašín, Radim Nováček, Antonín Pečenka, Pavel Pešek, Aleš Rejthar, Vlastimil Tlustý, Michal Tošovský, Jan Volavka[3]